# Kalati Bhumidanda
Kalati Bhumidanda (nep. कलाटी भूमिडाँडा) – gaun wikas samiti w środkowej części Nepalu w strefie Bagmati w dystrykcie Kavrepalanchok. Według nepalskiego spisu powszechnego z 2001 roku liczył on 763 gospodarstw domowych i 3801 mieszkańców (1998 kobiet i 1803 mężczyzn).